# Casa de mujeres
Casa de mujeres o El hijo de todas, es una película de drama y melodrama mexicana de 1966, dirigida por Julián Soler y protagonizada por Dolores del Río, Elsa Aguirre, Rosa María Vázquez, Marta Romero, Elsa Cárdenas, María Duval y Susana Cabrera. Esta fue la última película filmada por Del Río en su país natal.

## Argumento
En época de Navidad, un septeto de mujeres de un lujoso burdel atendido y administrado por Hilda Moreno "La Doña" y su asistente Alfonsina "La Ouija", encuentran un bebé abandonado. A partir de ello, deciden quedarse con él como sus "madres" y cambiar su estilo de vida. Con los años, el niño se convierte en un exitoso muchacho. El conflicto surge cuando el joven les informa de su próximo matrimonio, y sus "madres" enfrentan el temor a ser rechazadas y segregadas por su "hijo" debido a su pasado y además de las graves y penosas circunstancias que las llevaron a tomar el papel de prostitutas.

## Reparto
- Dolores del Río como Gilda Moreno «La Doña», dueña del burdel
- Elsa Aguirre como Carmen «La Marinera»
- Rosa María Vázquez como Rutila / Ruth «La Mundial»
- Marta Romero como Sara
- Elsa Cárdenas como María «La Marquesa»
- María Duval como Lily
- Susana Cabrera como Alfonsina «La Ouija», encargada del burdel
- Carlos López Moctezuma como Inspector Canales
- Enrique Álvarez Félix como Manuel, adulto
- Fernando Soler como Dr. Michel
- Alfredo Wally Barrón como Gumaro
- María Bustamante como Señora Canales
- Queta Carrasco como Clienta de María
- Federico Falcón como Raúl
- Consuelo Frank como Señora Michel
- Federico González como Cliente
- Leonor Gómez como Mujer busca médico
- John Kelly como Cliente Gringo
- Inés Murillo como Vecina
- Jose Peña como Tendero español
- Mario Sevilla como Director de escuela
- Julián Soler como Director de película

## Recepción
La caracterización de Del Río para esta película conmocionó al público, porque destacó entre todas las actrices jóvenes con las que alternó. La película tuvo críticas mixtas, pero tuvo un gran éxito de taquilla. Una reseña en partícula preguntó: ¿Es la historia del cine mexicano un largo camino desde Santa hasta Casa de mujeres?.